# Jimmy Heale
James Arthur „Jimmy” Heale (ur. 16 września 1914, zm. 23 maja 1997) – angielski piłkarz, który występował na pozycji napastnika.

## Kariera klubowa
Piłkarską karierę rozpoczął w amatorskim klubie South Bristol Central, skąd w styczniu 1931 przeszedł do Bristol City. W styczniu 1934 odszedł do Manchesteru City, w którym zadebiutował 3 lutego 1934 w wygranym 5:2 meczu z Middlesbrough. Łącznie w City zagrał w 91 meczach, strzelając 41 bramek. Ponadto wystąpił w 39 nieoficjalnych spotkaniach podczas II wojny światowej, zdobywając 31 goli.